# Чёрная (река, впадает в Палозеро)
Чёрная — река в России, протекает по территории Оштинского сельского поселения Вытегорского района Вологодской области и Винницкого сельского поселения Подпорожского района Ленинградской области. Длина реки — 10 км.

## Общие сведения
Река берёт начало из Долгозера на высоте 218,6 м над уровнем моря и далее течёт преимущественно в западном направлении.
Чёрная в общей сложности имеет двадцать малых притоков суммарной длиной 32 км.
Впадает на высоте 199,7 м над уровнем моря в Палозеро, из которого берёт начало река Сондала, впадающая в реку Оять, левый приток Свири.
К бассейну Чёрной относятся озёра:
- Сурьярвь
- Оярвь
- Шатозеро
- Долгозеро
- Кривозеро

Населённые пункты на реке отсутствуют.
Код объекта в государственном водном реестре — 01040100812102000012980.